# Jean-François Simon Chazaud
Jean-François Simon Chazaud, né le 1er mars 1743 à Confolens, mort le 4 novembre 1818 à Confolens), est un homme politique français.

## Biographie
D'une famille du Poitou, il était homme de loi à Confolens. Sous la Révolution, il devient administrateur de son district, et fut élu député de la Charente à l'Assemblée législative le 6 septembre 1791.
Réélu à la Convention le 4 septembre 1792, il siégea à la Montagne.
Après la session, il rentra dans la vie privée, avant de devenir, sous l'Empire, receveur général à Auch, puis à Poitiers.

## Sources
- « Jean-François Simon Chazaud », dans Adolphe Robert et Gaston Cougny, Dictionnaire des parlementaires français, Edgar Bourloton, 1889-1891 [détail de l’édition]